# Fritz Huschke von Hanstein

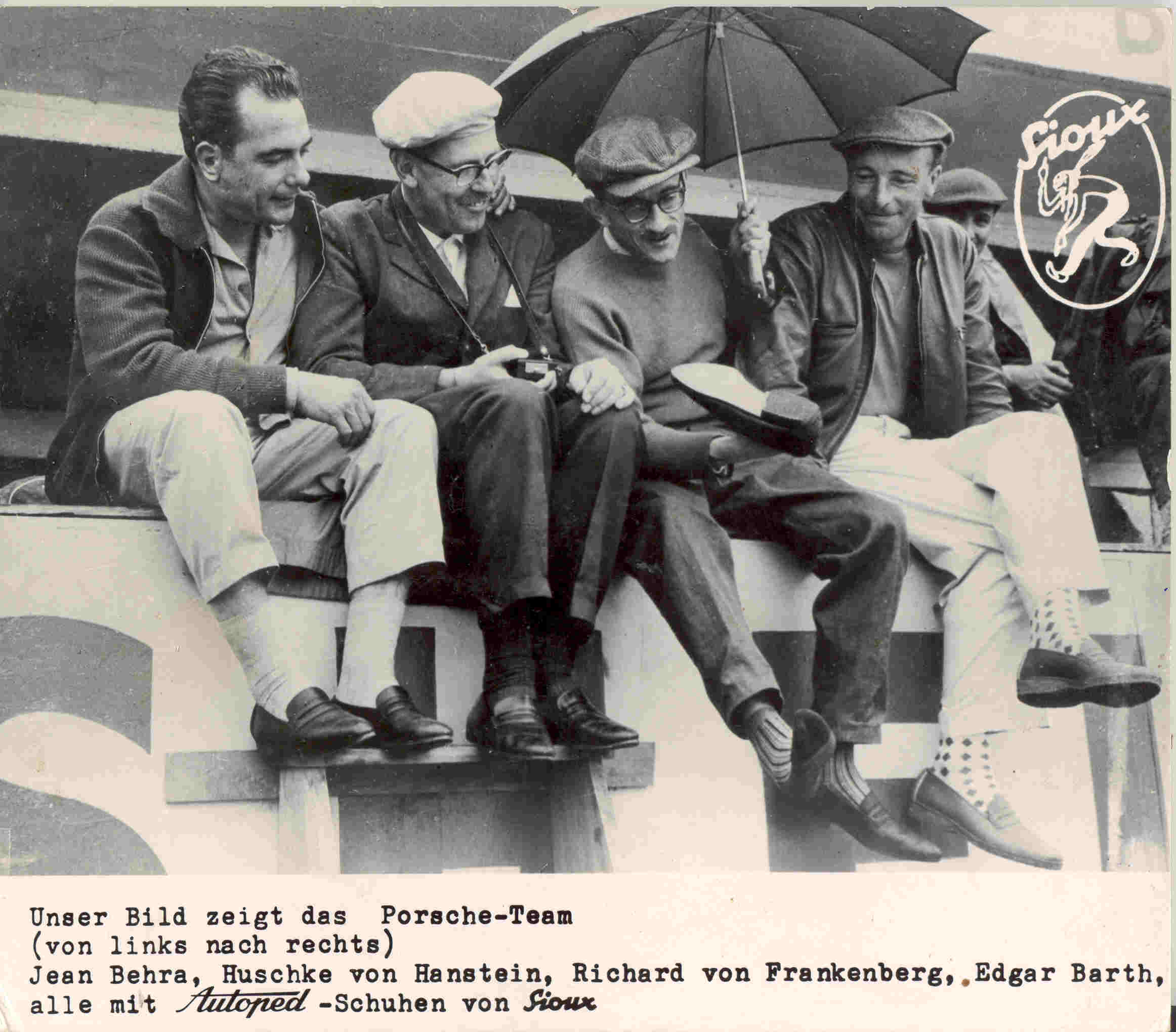
Fritz Huschke von Hanstein (zweiter von links) mit Jean Behra, Richard von Frankenberg und Edgar Barth (1958)

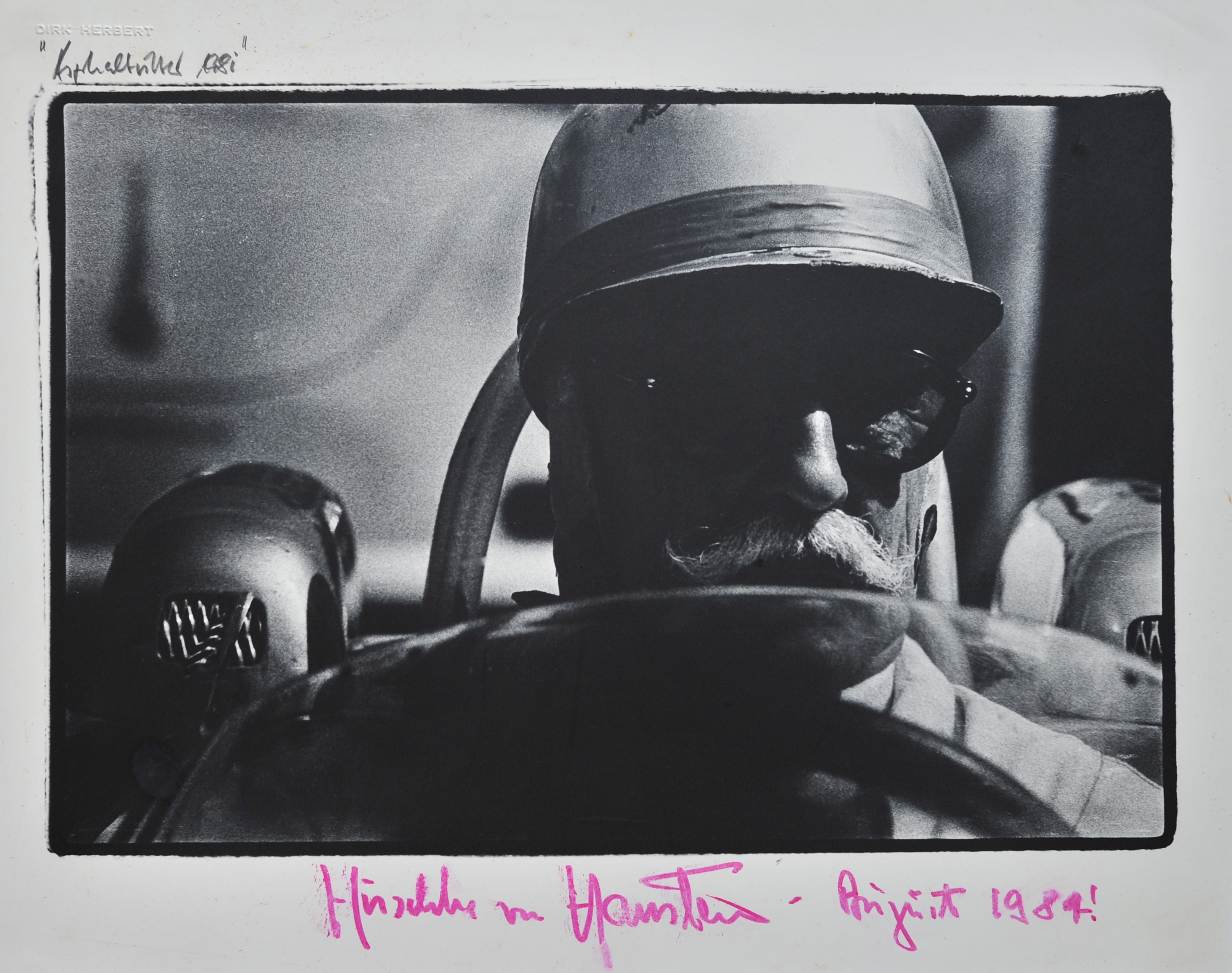
Hanstein-Autogrammkarte von 1981

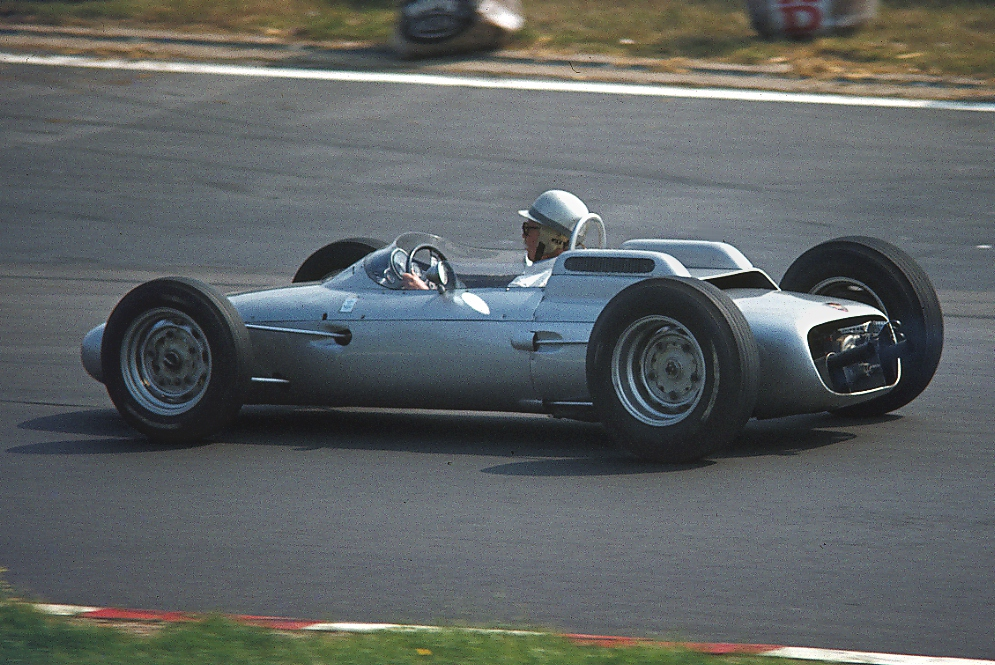
Hanstein mit dem Porsche 804 bei einer Demonstrationsrunde auf dem Nürburgring, 1981

Fritz Huschke Sittig Enno Werner von Hanstein (* 3. Januar 1911 in Halle an der Saale; † 5. März 1996 in Stuttgart) war ein deutscher Motorsportler und Vizepräsident der Automobilsportkommission. Hanstein begann seine Karriere während der 1930er Jahre und gewann 1938 die deutsche Sportwagen-Bergmeisterschaft sowie 1940 das Ersatzrennen der Mille Miglia. Ab 1933 Mitglied der SS, war Hanstein während des Zweiten Weltkriegs zunächst Adjutant von Werner Lorenz, dem Leiter der Volksdeutschen Mittelstelle der SS. Aus ungeklärter Ursache fiel er 1944 in Ungnade und sollte als Panzerfahrer in der Waffen-SS eingesetzt werden. 1951 kam Hanstein zu Porsche, wo er von 1952 bis 1968 als Rennleiter, Rennfahrer und Leiter der Öffentlichkeitsarbeit maßgeblich das Image des Sportwagenherstellers prägte. Hanstein führte gemäß Urkunde des Polizeipräsidiums Stuttgart vom 24. Oktober 1956 offiziell den Rufnamen (Vornamen) Fritz-Huschke.

## Familie
Hanstein entstammte dem alten eichsfeldischen Adelsgeschlecht der Hansteiner und war einige Jahre Vorsitzender des Familienverbandes. Er war der Sohn des königlich preußischen Oberstleutnants und Gutsbesitzers Carlo von Hanstein (1875–1936), Herr auf Gut Wahlhausen-Unterhof, und der Anna von Dippe (1890–1976).
Hanstein heiratete am 4. Juni 1950 auf dem Nürburgring (Eifel) Ursula von Kaufmann (* 10. Februar 1916 in Schladen; † 3. Oktober 2005 in Stuttgart), die Tochter des königlich preußischen Oberamtmannes und Domänenpächters Fritz-Georg von Kaufmann und seiner Frau Else von Engelhart.

## Ausbildung und Leben
Nach einer landwirtschaftlichen und einer kaufmännischen Lehre studierte Hanstein Rechtswissenschaft in Göttingen und legte das Dolmetscher-Examen ab. Aus dieser Zeit verband ihn eine Freundschaft mit dem Schriftsteller Hans-Otto Meissner. Er war für die Gebrüder Dippe AG, ein Saatzuchtunternehmen, als Direktionsassistent tätig und wurde 1939 Geschäftsführer der Mahndorfer Originalzuchte, einer Tochtergesellschaft der Dippe AG. Ende 1939 übernahm er als „Treuhänder“ das Gut Wulfenhof bei Hohensalza im Warthegau, das einem polnischen Saatzüchter gehört hatte.
Hanstein war 1932 Mitglied des NSKK geworden und 1933 der SS beigetreten (SS-Nummer 232.177). Am 4. Juli 1937 beantragte er die Aufnahme in die NSDAP und wurde rückwirkend zum 1. Mai desselben Jahres aufgenommen (Mitgliedsnummer 5.719.979). Die SS unterstützte Hanstein, indem sie ihm einen BMW 328, ein Transportfahrzeug und einen Monteur zur Verfügung stellte. Auf die Türen des Wagens waren SS-Runen aufgemalt.
Seine Karriere im Motorsport hatte Hanstein als Motorradfahrer begonnen und Gelände- und Langstreckenfahrten bestritten. Er wurde Werksfahrer für Hanomag, Adler und BMW. Im BMW 328 Roadster wurde er 1938 deutscher Sportwagen-Bergmeister beim Großen Bergpreis von Deutschland. Sein größter Erfolg war 1940 der Gewinn der Mille Miglia.
Während des Zweiten Weltkriegs war Hanstein zunächst Adjutant des SS-Obergruppenführers Werner Lorenz, dem Chef der Volksdeutschen Mittelstelle im besetzten Polen. 1942 war Hanstein zu dem mit Lorenz befreundeten SS-Gruppenführer Georg-Henning Graf von Bassewitz-Behr abgeordnet, der als SS- und Polizeiführer Ende 1941 das Generalkommissariat Dnjepropetrowsk übernommen hatte. Zum 1. August 1942 zum SS-Hauptsturmführer befördert, fiel Hanstein 1944 aus unbekannten Gründen bei Himmler in Ungnade. Erzählungen, er sei von der Gestapo verhaftet worden, finden in den Personalakten keine Bestätigung. Nach dem Willen Himmlers sollte Hanstein eine Ausbildung als Panzerfahrer absolvieren und wurde im März 1944 im Rang eines SS-Unterscharführers der Waffen-SS zur 11. SS-Freiwilligen-Panzergrenadier-Division „Nordland“ versetzt. Lorenz bemühte sich, Hanstein vor einem Fronteinsatz zu bewahren.

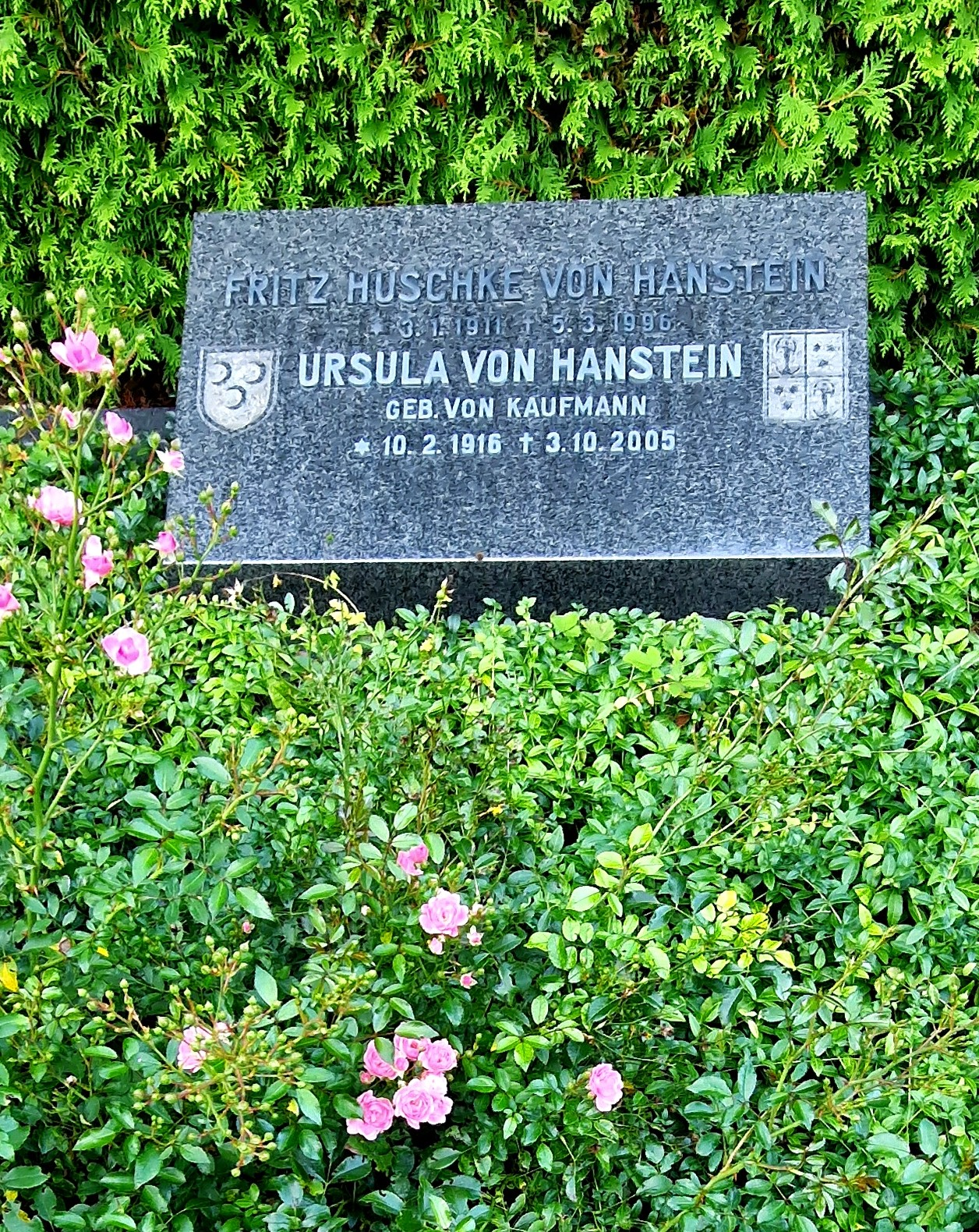
Grabstätte Fritz Huschke von Hanstein und seiner Frau auf dem Friedhof zu Wahlhausen im Eichsfeld

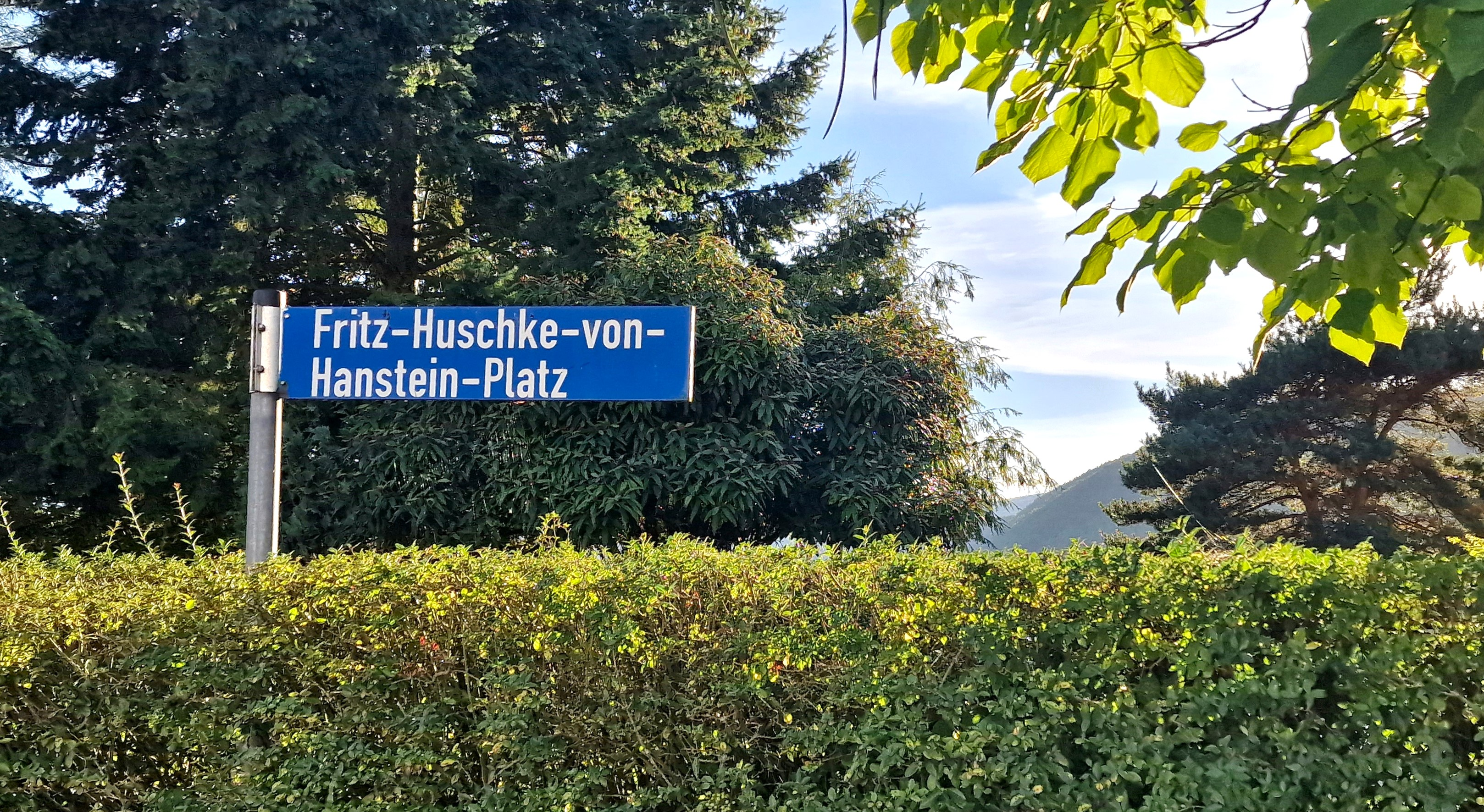
Fritz-Huschke-von-Hanstein-Platz zu Wahlhausen

Nach dem Krieg handelte Hanstein zunächst wieder mit Saatgut. 1950 ging er erst zu Volkswagen in die Presseabteilung. 1951 wechselte er zu Porsche, wo er von 1952 bis 1968 Leiter der Öffentlichkeitsarbeit und Rennleiter war. Hanstein, der sich auch selbst als Fahrer einsetzte, baute ein erfolgreiches Rennfahrerteam auf und prägte zugleich das Image von Porsche als „Underdog“, der mit kleinvolumigen Fahrzeugen und wenig Aufwand schnell und erfolgreich sein konnte. Zudem hat er der Zuffenhausener Marke mit Erfolgen bei der Carrera Panamerica und der Targa Florio im wahrsten Sinne des Wortes einen Namen gemacht. Die eigentlich allgemeinen Bezeichnungen Carrera (spanisch für Rennen) und Targa (italienisch für Schild) wurden langjährig weltbekannte Modellbezeichnungen des deutschen Herstellers. 
Auch wichtig waren Sprachkenntnisse und sensibler Umgang mit Presse und Offiziellen, etwa in Frankreich und Italien nur wenige Jahre nach dem Krieg. Mitte der 1960er-Jahre wurde Porsche unter Ferdinand Piëch, einem Enkel des Gründers, wesentlich ehrgeiziger. Durch Regeländerung waren ab 1968 in der Sportwagen-WM nur noch Dreiliter-Prototypen erlaubt, mit Sonderregel für Fünfliter-Sportwagen aus Kleinserien. Mit dem neuen Porsche 908 sollte sowohl Le Mans als auch die WM gewonnen werden, allerdings fuhren stattdessen zunächst nur die älteren Porsche 907 Erfolge ein, einige Rennen gingen an die Ford-GT40-Sportwagen verloren, die vom JWA-Team des Briten John Wyer mit Sponsor Gulf ebenso professionell wie siegreich eingesetzt wurden. Mitte des Jahres 1968 machte sich die Firmenleitung von Porsche auf die Suche nach einem neuen Rennleiter für das Werksteam, da die langjährige Zusammenarbeit mit dem 1911 geborenen „Rennbaron“ schwierig geworden war. Ferry Porsche und Entwicklungschef Ferdinand Piëch waren mit den aus ihrer Sicht überholten Führungsmethoden immer weniger einverstanden und trauten dem seit 1951 bei Porsche tätigen von Hanstein nicht mehr zu, das Team zum Gesamtsieg in Le Mans und in der Sportwagen-Weltmeisterschaft zu führen. Die Absetzung des erfahrenen und diplomatischen Mannes rächte sich bald, ausgerechnet in Frankreich. Aufgrund der Unruhen im Mai 1968 in Frankreich war das 24-Stunden-Rennen von Le Mans 1968 vom traditionellen Termin Mitte Juni auf Ende September verschoben worden, damit entschied Le Mans auch die WM. Bei Porsche blamierten sich junge Manager durch mangelndes Verständnis des französischsprachigen Regelwerkes und beim Umgang mit den Offiziellen, beides Fehler die von Hanstein wohl kaum unterlaufen wären. Als eine defekte Lichtmaschine am 908 von Mitter/Elford kurzerhand gewechselt wurde, anstatt regelgemäß repariert, wurde das Auto disqualifiziert. Auch andere 908 hatten Lichtmaschinenprobleme und fielen zurück, Rennen und WM gingen an Ford.
Nach seiner aktiven Zeit bei Porsche fungierte Hanstein als Sportpräsident des Automobilclubs von Deutschland (AvD), Sportpräsident des Internationalen Sportverbandes und Vizepräsident des Internationalen Automobilsportverbandes.
Für seine Erfolge verlieh ihm der Bundespräsident am 30. Juli 1970 das Silberne Lorbeerblatt. Hanstein liegt unweit der Stammburg begraben.

## Statistik

### Erfolge
- 1938: Deutscher Sportwagen-Bergmeister
- 1940: Gemeinsamer Sieg mit Walter Bäumer beim Ersatzrennen der Mille Miglia auf BMW 328 Touring-Coupé
- 1956: Sieg bei der Targa Florio mit Porsche 550 Spyder gegen Maserati und Ferrari (als zweiter Fahrer bzw. Rennleiter)
- 1960: Europa-Bergmeister in der GT-Kategorie auf Porsche

### Le-Mans-Ergebnisse
| Jahr | Team                       | Fahrzeug                   | Teamkollege            | Platzierung | Ausfallgrund    |
| ---- | -------------------------- | -------------------------- | ---------------------- | ----------- | --------------- |
| 1937 | Mme Anne-Cécile Rose-Itier | Adler Trumpf Rennlimousine | Anne-Cécile Rose-Itier | Ausfall     | Motorschaden    |
| 1952 | Porsche KG                 | Porsche 356/4              | Petermax Müller        | Ausfall     | Getriebeschaden |

### Sebring-Ergebnisse
| Jahr | Team                           | Fahrzeug                | Teamkollege             | Teamkollege  | Platzierung             | Ausfallgrund |
| ---- | ------------------------------ | ----------------------- | ----------------------- | ------------ | ----------------------- | ------------ |
| 1955 | Porsche Co. & B. S. Cunningham | Porsche 550 Spyder      | Herbert Linge           |              | Rang 8                  |              |
| 1956 | Porsche KG                     | Porsche 550             | Mike Marshall           | Jan Brundage | Rang 14                 |              |
| 1957 | Porsche Company                | Porsche 550 RS          | Herbert Linge           |              | Rang 31                 |              |
| 1958 | Porsche K.G.                   | Porsche 356A Carrera    | Herbert Linge           | John Cuevas  | Rang 10 und Klassensieg |              |
| 1959 | Porsche Auto Company           | Porsche 356A Carrera GT | Carel Godin de Beaufort |              | Rang 11 und Klassensieg |              |

### Einzelergebnisse in der Sportwagen-Weltmeisterschaft
| Saison | Team                           | Rennwagen                   | 1   | 2   | 3   | 4   | 5   | 6   | 7   |
| ------ | ------------------------------ | --------------------------- | --- | --- | --- | --- | --- | --- | --- |
| 1955   | Porsche Co. & B. S. Cunningham | Porsche 550                 | BUA | SEB | MIM | LEM | RTT | TAR |     |
| 1955   | Porsche Co. & B. S. Cunningham | Porsche 550                 | 8   |     |     |     |     |     |     |
| 1956   | Porsche                        | Porsche 550                 | BUA | SEB | MIM | NÜR | KRI |     |     |
| 1956   | Porsche                        | Porsche 550                 | 14  |     |     |     |     |     |     |
| 1957   | Porsche                        | Porsche 550 Porsche 718 RSK | BUA | SEB | MIM | NÜR | LEM | KRI | CAR |
| 1957   | Porsche                        | Porsche 550 Porsche 718 RSK |     | 31  |     |     |     |     | 5   |
| 1958   | Porsche                        | Porsche 356                 | BUA | SEB | TAR | NÜR | LEM | RTT |     |
| 1958   | Porsche                        | Porsche 356                 |     | 10  | 6   |     |     |     |     |
| 1959   | Porsche                        | Porsche 356                 | SEB | TAR | NÜR | LEM | RTT |     |     |
| 1959   | Porsche                        | Porsche 356                 | 11  | 3   |     |     |     |     |     |
| 1960   | Porsche                        | Porsche 356                 | BUA | SEB | TAR | NÜR | LEM |     |     |
| 1960   | Porsche                        | Porsche 356                 | 10  |     | DNF |     |     |     |     |
| 1961   | Porsche                        | Porsche 356                 | SEB | TAR | NÜR | LEM | PES |     |     |
| 1961   | Porsche                        | Porsche 356                 | 7   |     |     |     |     |     |     |

## Werke
- Automobilsport. Training, Technik, Taktik (= rororo 7015 rororo-Sachbuch). Rowohlt, Reinbek bei Hamburg 1978, ISBN 3-499-17015-9.